# Проклятие второго президентского срока
Проклятие второго президентского срока, или рок второго срока, — воспринимаемая тенденция, что повторный срок президента США будет менее удачным и успешным, чем первый. Ещё одним мифом на эту тематику в США является проклятие Текумсе.

## Значение
Согласно этой примете, второй срок президента обычно омрачался серьёзным скандалом, политической неудачей, катастрофой или иными проблемами.
Действенность проклятья является предметом для споров. Политический статистик Нейт Сильвер, проанализировав рейтинг одобрения деятельности президента США от Гарри Трумэна до Барака Обамы, обнаружил снижение среднего уровня одобрения во время второго срока. При этом он мог объяснить причину снижения этих рейтингов и назвал идею о проклятии второго срока «некорректной как аналитического элемента». Политический автор Майкл Бароне указывал нескольких президентов, имевших успешный второй срок, а суть данной теории расценил как «неспособность адаптироваться к изменившимся обстоятельствам и непредвиденным проблемам».

## Примеры
За всю историю США только 15 президентов смогли быть дважды избранными, и почти все столкнулись с проблемами и снижением собственной популярности в ходе второго срока. Процесс начался с самого появления нового государства:
- Джордж Вашингтон подписал Договор Джея в Лондоне 19 ноября 1794 года, после чего страну захлестнула буря недовольства граждан, желавших взаимодействия с Францией. Нижней палате Конгресса не хватило всего трех голосов, чтобы заблокировать ассигнования на его исполнение.
- Томас Джеферсон подписанием Закона об эмбарго, прекращавшим всю внешнюю торговлю, вызвал беспорядки в Новой Англии и сильно ослабил американскую экономику.
- При четвертом президенте США Джеймсе Мэдисоне в ходе англо-американской войны в 1814 году неприятелем была захвачена столица страны и сожжены Белый дом и Капитолий.
- Работа Улисса Гранта после второй победы на выборах омрачилась коррупционными скандалами, в которых были замешаны близкие к нему чиновники, включая личного секретаря. По одному из дел (о сговоре производителей виски с налоговыми и таможенными чиновниками), президент США единственный пока раз в истории давал показания в уголовном суде. Оберегая виновных от правосудия, Грант пожертвовал собственной репутацией.
- Авраам Линкольн — убит спустя шесть недель после инаугурации.
- Уильям Мак-Кинли — убит спустя шесть месяцев после инаугурации.
- Вудро Вильсон — вопреки собственным предвыборным обещаниям, объявил войну Германии и её союзникам, введя США в Первую мировую войну. После окончания военных действий Вильсон отказался допустить республиканцев, составлявших большинство в Сенате, до переговоров в Париже и отверг предложенные ими поправки к Версальскому мирному договору. Вследствие этого Сенат не ратифицировал уже подписанный США Версальский договор и являвшийся его составной частью Пакт Лиги Наций. В ходе тура по стране Вильсон перенёс инсульт и слёг на семь месяцев, в результате чего у него парализовало всю левую сторону тела и он ослеп на один глаз.
- Выигравший вторые президентские выборы под лозунгами антикризисной программы «Новый курс» Франклин Рузвельт столкнулся с Верховным судом, признававшим его экономические меры неконституционными. Для решения этой проблемы президент решил привести в действие Реформу судебных процессов 1937 (План судебного наполнения), что привело к расколу внутри правительства и лишению Рузвельта почти всей власти в области законодательства. Биограф Рузвельта Джин Эдвард Смит также пишет, что после такого удара Рузвельт решил бороться дальше, и веря в победу над депрессией, он урезал федеральные расходы, чем спровоцировал рецессию.[9] Реакция избирателей на новые инициативы президента была смешанной, мнения демократов в Конгрессе разделились и вице-президент Джон Гарнер высказался против плана Рузвельта. В конечном счете проект провалили его собственные однопартийцы.
- Гарри Трумэн был вынужден вступить в Корейскую войну.
- Дуайт Эйзенхауэр — Уничтожение U-2 под Свердловском[10], шинельный скандал.
- Ричард Никсон — Уотергейтский скандал и досрочный уход в отставку.
- Рональд Рейган — «Иран-контрас».
- Билл Клинтон — внебрачная связь с Моникой Левински и попытка организации импичмента из-за дачи ложных показаний под присягой.
- Джордж Буш — младший: война в Ираке, провал реформы социального страхования, ураган Катрина, финансовый кризис[3].